# Zeneműkiadás
A zeneműkiadás olyan kiadói tevékenység, amelyet a zeneműkiadó, mint a zeneipar egyik szereplője végez, aki a zeneszerzők, dalszerzők és szövegírók szerzői jogait a szerző és a zeneműkiadó között fennálló szerződés alapján harmadik féllel szemben érvényesíti, a zeneműveket saját eszközeivel népszerűsíti, támogatja a szerző munkáját, és ezért ellentételezésként a befolyó jogdíjakból részesedést kap. A zeneműkiadó nem azonos a lemezkiadóval.
Az először a 16. században megjelent zeneműkiadók (egészen a zeneipar és a hangrögzítés 20. századi robbanásszerű fejlődéséig) eredetileg a zeneművek kottán történő kiadását vállalták.